# Glykoler
Glykoler är en grupp organisk-kemiska föreningar som är dioler eller alkoholetrar. Dioler är föreningar med två hydroxigrupper, ibland kallade tvåvärda alkoholer. Idag är det normalt endast 1,2-dioler som kallas för glykoler, det vill säga de föreningar där de två hydroxigrupperna sitter på kolatomer bredvid varandra; förr förekom det att alla dioler kallades för glykoler. De alkoholetrar som räknas som glykoler är de som består av 1,2-dioler som är sammanfogade med eterbindningar, och de kallas då för polyglykoler. För tydlighets skull kallas 1,2-diolerna därför ofta för monoglykoler.
Namnet glykol är härlett som en kombination av glycerin och alkohol. Beteckningen glykol är ett trivialnamn, och är vanlig i tekniska sammanhang.
Anledningen till att vissa dioler och eteralkoholer räknas som en grupp av föreningar är att de har likheter i framställning och teknisk användning. Många glykoler används som lösningsmedel. Många organiska föreningar är lösliga i glykoler, och dessa är även blandbara med vatten.
| (mono)etylenglykol | dietylenglykol | trietylenglykol |
| ------------------ | -------------- | --------------- |
|                    |                |                 |

## Monoglykoler
Den enklaste glykolen är etandiol, som kallas för etylenglykol eller monoetylenglykol. I tekniska sammanhang förekommer det att denna förening helt enkelt kallas för glykol. Ett vanligt användningsområde för etylenglykol är som frostskyddsmedel i kylsystem för förbränningsmotorer (exempelvis i bilar och lastbilar). Den är starkt toxisk för människor. Ämnet har dock en söt smak, vilket kan vara förrädiskt.
Nästa glykolform är 1,2-propandiol (1,2-dihydroxipropan), som kallas för propylenglykol eller monopropylenglykol. Denna har med tiden kommit att lanseras som ett mindre giftigt (ofarligt) frostskyddsmedel.

## Polyglykoler
Polyglykoler är eteralkoholer som normalt utgår från etylenglykol eller propylenglykol. Dietylenglykol utgörs av två enheter etylenglykol som är ihopkopplade med en eterbindning. Större enheter kallas för trietylenglykol och så vidare.

## Framställning
Glykoler framställs normalt med epoxider som utgångspunkt, i en ringöppningsreaktion. Etylenoxid (oxiran) som får reagera med vatten i sur miljö ger etandiol. Genom att låta reaktionen ske i basisk miljö bildas en alkoxidjon som kan reagera vidare med fler etenoxid-molekyler och bilda polyetylenglykol.